# El Tejocote Polvillas
El Tejocote Polvillas är en ort i Mexiko.   Den ligger i kommunen Epitacio Huerta och delstaten Michoacán de Ocampo, i den sydöstra delen av landet, 140 km väster om huvudstaden Mexico City. El Tejocote Polvillas ligger 2 691 meter över havet och antalet invånare är 300.
Terrängen runt El Tejocote Polvillas är huvudsakligen kuperad. El Tejocote Polvillas ligger uppe på en höjd. Runt El Tejocote Polvillas är det ganska tätbefolkat, med 104 invånare per kvadratkilometer. Närmaste större samhälle är Maravatío, 14,7 km sydväst om El Tejocote Polvillas. I omgivningarna runt El Tejocote Polvillas växer huvudsakligen savannskog.